# Katapult
Katapult era una utility per l'ambiente desktop KDE 3. A partire da KDE 4, è stata rimpiazzata da krunner.
Permetteva all'utente di lanciare velocemente delle applicazioni, aprire dei file o delle directory, premendo Alt + spazio e scrivendo le iniziali dell'oggetto da aprire. In realtà non è necessario scrivere il nome dall'inizio, ma basta una parte. Inoltre può funzionare anche come calcolatrice.
Katapult è scritto in C++ ed è stato ispirato dall'applicazione Quicksilver, per macOS.

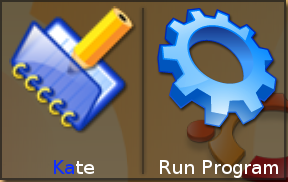
Zoom su katapult